# مایکل پیترز
مایکل پیترز (انگلیسی: Michael Peters; ۶ اوت ۱۹۴۸ – ۲۹ اوت ۱۹۹۴) طراح رقص، رقاص و کارگردان اهل ایالات متحده آمریکا بود.
وی همچنین برندهٔ جوایزی همچون جوایز امی شده‌است.